# Municipio (El Salvador)

Municipios in El Salvador

Ein Municipio ist eine Untereinheit als Verwaltungseinheit in El Salvador. Es ist damit die Verwaltungseinheit dritter Ordnung, nach Staat, Provinz (Departamento). Municipios werden weiter unterteilt in Kantone (spanisch cantones). Die Einwohner jeder Gemeinde wählen ihre Bürgermeister für die Dauer von 3 Jahren mit der Möglichkeit der Wiederwahl.
Es gibt in El Salvador 44 Municipios.